# Lotononis viborgioides
Lotononis viborgioides är en ärtväxtart som beskrevs av George Bentham. Lotononis viborgioides ingår i släktet Lotononis och familjen ärtväxter. Inga underarter finns listade i Catalogue of Life.